# قرار مجلس الأمن التابع للأمم المتحدة رقم 853
في قرار مجلس الأمن التابع للأمم المتحدة رقم 853، الذي اتخذ بالإجماع في 29 يوليو 1993، وبعد إعادة تأكيد القرار 822 (1993)، أعرب المجلس عن قلقه إزاء تدهور العلاقات بين أرمينيا وأذربيجان، وأدان الاستيلاء على مقاطعة آغدام والمناطق الأخرى في أذربيجان، مطالباً بانسحاب كامل من هذه المناطق من قبل الأرمن.
وقد بدأ هذا القرار بالمطالبة بوقف فوري لإطلاق النار ووقف الأعمال القتالية، مشيرا بصفة خاصة إلى الهجمات على المدنيين وقصف المناطق المأهولة، وحث على إمكانية الوصول دون عوائق إلى جهود الإغاثة الإنسانية الدولية في المنطقة. ودعا أيضا إلى استعادة الطاقة والنقل والروابط الاقتصادية كجزء من هذه العملية، وحث الأمين العام بطرس بطرس غالي وغيره من المنظمات الدولية على تقديم المساعدة إلى المشردين.
وفيما يتعلق بالجهود الرامية إلى إنهاء النزاع، أثنى المجلس على أعمال مجموعة مينسك التابعة لمنظمة الأمن والتعاون في أوروبا التي كانت تحت قيادة يان إلياسون، ولكنه عبر عن قلقه بشأن الأثر المدمر الذي خلفه النزاع على عملها. وفي هذا الصدد، حث الأطراف على الامتناع عن الأعمال التي قد تعرقل التوصل إلى تسوية سلمية للقضية والتفاوض داخل مجموعة مينسك، مرحباً بتحضيرات الأخيرة لبعثة رصد في المنطقة.
وطلب المجلس إلى حكومة أرمينيا أن تمارس نفوذها لتحقيق امتثال أرمن منطقة ناغورني كاراباخ في أذربيجان بموجب القرار 822، والقرار الحالي، والمقترحات المقدمة من مجموعة مينسك. ودعا أيضا الدول إلى الامتناع عن تقديم أي أسلحة أو ذخائر قد تؤدي إلى اشتداد حدة الصراع.
وأخيرا، في القرار الثاني للنظر في النزاع بين أرمينيا وأذربيجان، طلب المجلس إلى الأمين العام أن يواصل، بالتشاور مع الرئيس الحالي لمؤتمر الأمن والتعاون في أوروبا، وكذلك رئيس مجموعة مينسك، اطلاع المجلس على آخر التطورات في المنطقة.

## وصلات خارجية
- نص القرار على undocs.org